# 3247 Di Martino
A 3247 Di Martino (ideiglenes jelöléssel 1981 YE) a Naprendszer kisbolygóövében található aszteroida. Edward L. G. Bowell fedezte fel 1981. december 30-án.